# أرنولد ماير (مؤرخ)
أرنولد ماير (بالألمانية: Arnold Oskar Meyer) (و. 1877 – 1944 م) هو مؤرخ، وأستاذ جامعي ألماني، ولد في فروتسواف، كان عضوًا في الأكاديمية البافارية للعلوم والعلوم الإنسانية، توفي في برلين، عن عمر يناهز 67 عاماً.

## التعليم
تعلم في جامعة فروتسواف، وتعلم في جامعة لايبتزغ، وتعلم في جامعة هايدلبرغ، وتعلم في جامعة توبنغن
.